# 诺阿斯卡
诺阿斯卡（義大利語：Noasca），是意大利都灵省的一个市镇。总面积77平方公里，人口186人，人口密度2.4人/平方公里（2009年）。ISTAT代码为001165。